# Katie Forbes
Katherine Forbes, meglio conosciuta come Katie Forbes (Tampa, 31 dicembre 1990), è una wrestler statunitense.

## Carriera

### Impact Wrestling (2019–2020)
Katie Forbes fa la sua apparizione a Impact Wrestling il 4 aprile 2019, durante l'evento Impact Wrestling United We Stand, prendendo parte ad un Fatal 4-way match insieme a Jordynne Grace, Rosemary e la campionessa Taya Valkyrie valevole per l'Impact Knockout's Championship, vinto dalla Valkyrie, che difende la cintura.
Katie fa il suo debutto ufficiale a Impact Wrestling nella puntata di Impact dell'11 ottobre, dove è stata sconfitta da Jordynne Grace, stabilendosi come heel. Nella puntata di Xplosion del 6 giugno 2020, Katie è stata sconfitta da Kylie Rae. Il 18 luglio, a Slammiversary, Katie prende parte al Gauntlet match per determinare la prima sfidante all'Impact Knockout's Championship entrando con il numero 6, ma viene eliminata per seconda da Taya Valkyrie. Nella puntata di Impact del 21 luglio, Katie è nel backstage con suo marito Rob Van Dam dicendo che è stufa di indossare i vestiti quindi è ora di un cambiamento, i fan vogliono vederla senza ed annuncia che se vogliono vedere le sue foto possono visitare il suo sito, Rob la elogia e si scambiano un appassionante bacio. Nella puntata di Impact del 28 luglio, Katie è nel backstage seduta sulle gambe di Rob Van Dam mostrandogli sul telefono le sue foto che ha postato sul sito che vuole mostrare al pubblico stasera, dicendo che faranno impazzire chiunque e tutti sono pronti per vederle, Rob risponde che sicuramente faranno scalpore e la complimenta; in seguito, la Forbes cammina nei corridoi incrociando Sami Callihan, dandogli del fan e cerca di chiamare la sicurezza per scacciarlo, Sami le ricorda che è un ex campione del mondo, ma Katie insiste che in realtà la sta solo seguendo e se vuole vederla può farlo sul suo sito personale, mentre poco dopo, Katie e Rob raggiungono proprio Callihan, dopo che la ragazza ha detto al marito che la stava stalkerando, Rob lo minaccia dicendogli di stare alla larga e Sami gli risponde che non deve proccuparsi. Katie e Rob fanno poi il loro ingresso sul ring, dove Rob prende parola e dice che adesso è finalmente arrivato il momento per zittire tutti e porge il microfono a sua moglie, Katie dice di essere emozionata ed invita ai genitori di mettere i propri figli al letto, inizia il countdown e mostra le sue foto sullo schermo, ma su ognuna appare il volto di Sami Callihan che rovina così il momento della ragazza, Katie si infastidisce e perde le staffe, iniziando a battere il ring urlando di aver lavorato duramente per questo momento. Nella puntata di Impact dell'11 agosto, Katie e Rob Van Dam vengono presentati come ospiti del backstage talk show Locker Room Talk presentato da Madison Rayne, che se ne va quando la coppia si bacia piuttosto che rispondere alle domande, i due si iniziano a complimentare fino all'arrivo di Sami Callihan che si butta contro Rob, la Forbes interviene spruzzandogli uno spray negli occhi e Van Dam lo finisce sul pavimento.

## Vita personale
Dal 2016, Katie Forbes è sposata con il wrestler professionista Rob Van Dam.

## Personaggio

### Mosse finali
- All Natural DDT (Tornado DDT)
- Banzai Drop (Corner slingshot seated senton)

### Wrestler assistiti
- Rob Van Dam

### Soprannomi
- "The All Natural"
- "Bombhsell"

### Musiche d'ingresso
- Anaconda di Nicki Minaj
- The Whole F'n Show! dei Kushinator (usata quando accompagna Rob Van Dam)
- "Electro Summer" di Kaptain

## Titoli e riconoscimenti
- River City Wrestling
  - RCW Women's Championship (1)
- Continental Wrestling Entertainment
  - CWE Divas Championship (1)